# NGC 6945
NGC 6945 (другие обозначения — PGC 65132, MCG −1-52-15) — галактика в созвездии Водолей.
Этот объект входит в число перечисленных в оригинальной редакции «Нового общего каталога».